# George Baden-Powell
Sir George Smyth Baden-Powell KCMG (Oxford, 24 dicembre 1847 – Londra, 20 novembre 1898) è stato un politico e scrittore britannico.

## Famiglia
Suo padre era il reverendo Baden Powell, professore savilliano all'Università di Oxford. Sua madre, Henrietta Grace Smyth, figlia dell'ammiraglio William Henry Smyth e terza moglie del reverendo (le due precedenti erano morte), era una musicista e un'artista di talento. George era il fratello di: Robert Baden-Powell, 1º barone Baden-Powell, Baden Baden-Powell, Warington Baden-Powell, Agnes Baden-Powell e Frank Baden-Powell.
L'8 aprile 1893, a Cheltenham, George sposò Frances Annie Wilson, figlia di un ricco proprietario terriero australiano. Ebbero una figlia, Maud Kirkdale Baden-Powell (27 luglio 1895 - 6 dicembre 1981) e un figlio, Donald Ferlys Wilson Baden-Powell (1897 - 1973). George morì a Londra il 20 novembre 1898. Frances morì a 50 anni a Cheltenham il 29 ottobre 1913.

## Istruzione
Ricevette l'istruzione primaria alla St. Paul's School di Londra e successivamente frequentò il Marlborough College di Marlborough, nel Wiltshire. Continuò successivamente gli studi al Balliol College, all'Università di Oxford, dove si laureò in giurisprudenza (LL.D.).

## Carriera
Fu nominato fellow della Royal Society. Scrisse di politica, finanza e di argomenti coloniali.
Nel 1885 fu eletto membro del parlamento britannico per il partito conservatore nella circoscrizione di Liverpool Kirkdale. Si trattò della prima elezione in questa circoscrizione e Baden-Powell si confermò vincitore anche nelle successive tre tornate elettorali del 1896, 1892 e 1895. Lasciò il seggio vacante alla sua morte nel 1898.

## Esplorazione
Nel 1896, con il proprio yacht Otaria, si recò sull'isola di Novaja Zemlja, nell'Artide, per osservare l'eclissi solare totale di quell'anno. Al ritorno a Vardø, in Norvegia, incontrò l'amico Fritjof Nansen, che era appena tornato dalla sua deriva di tre anni attraverso l'Artide. George, volendo avviare una ricerca di Nansen, aveva messo il suo yacht a disposizione per cercare la nave dell'amico, la Fram, ma quando raggiunse Hammerfest (300 miglia a ovest lungo la costa settentrionale della Norvegia) lo raggiunse la notizia che la Fram era tornata in Norvegia. 

## Opere
- New Homes for the Old Country, 1872
- State Aid and State Interference, 1882
- The Truth about Home Rule, 1888